# Siempurgo
Siempurgo est une ville de la Région des savanes située au nord de la Côte d'Ivoire, dans le département de Boundiali dont elle est l'une des sous-préfectures, avec Kouto, Ganaoni, Gbon, Kolia, Kasséré et Sianhala.
Elle se situe dans la Région des savanes, entre Boundiali et Niofoin.

## Administration
| Date d'élection | Identité | Parti    | Qualité         | Statut |
| --------------- | -------- | -------- | --------------- | ------ |
| 1980            |          | PDCI-RDA | Homme politique | élu    |
| 1983            |          | PDCI-RDA | Homme politique | élu    |
| 1985            |          | PDCI-RDA | Homme politique | élu    |
| 1990            |          | PDCI-RDA | Homme politique | élu    |
| 1995            |          | PDCI-RDA | Homme politique | élu    |
| 2001            |          |          | Homme politique | élu    |

## Économie
Les cultures du coton, de l'arachide, du maïs, de l'igname, des mangues et des anacardiers y sont pratiquées.